# Barrage d'Ivankovo
Le barrage d'Ivankovo (en russe : Иваньковская ГЭС) est un barrage sur la Volga en Russie. La construction du barrage commença en 1932 et se termina en 1937. Il est associé à une centrale hydroélectrique d'une capacité de 30 MW. Il a créé le réservoir d'Ivankovo.